# Bragg
Bragg je priimek več znanih oseb:
- Braxton Bragg (1817 - 1876), ameriški general
- Caleb Bragg (1885 - 1943), ameriški dirkač
- Don Brag (1935 - 2019), ameriški atlet
- Melvyn Bragg (1939 -), angleški pisatelj
- William Henry Bragg (1862 - 1942), angleški fizik, nobelovec leta 1915
- William Lawrence Bragg (1890 - 1971), avstralsko-angleški fizik, nobelovec leta 1915